# جيسوس فيريرا
جيسوس فيريرا (24 ديسمبر 2000 بسانتا مارتا في كولومبيا - ) هو لاعب كرة قدم من الولايات المتحدة الأمريكية في مركز الهجوم.

## أهدافه الدولية
| #  | التاريخ       | المكان                                       | الخصم            | الهدف | النتيجة    | المسابقة                    |
| -- | ------------- | -------------------------------------------- | ---------------- | ----- | ---------- | --------------------------- |
| 1  | 31 يناير 2021 | ملعب إكسبلوريا، أورلاندو، الولايات المتحدة   | ترينيداد وتوباغو | 2–0   | 7–0        | ودية                        |
| 2  | 31 يناير 2021 | ملعب إكسبلوريا، أورلاندو، الولايات المتحدة   | ترينيداد وتوباغو | 7–0   | 7–0        | ودية                        |
| 3  | 27 مارس 2022  | ملعب إكسبلوريا، أورلاندو، الولايات المتحدة   | بنما             | 3–0   | 5–1        | تصفيات كأس العالم 2022      |
| 4  | 10 يونيو 2022 | ملعب كيو2، أوستن، الولايات المتحدة           | غرينادا          | 1–0   | 5–0        | دوري أمم الكونكاكاف 2022-23 |
| 5  | 10 يونيو 2022 | ملعب كيو2، أوستن، الولايات المتحدة           | غرينادا          | 2–0   | 5–0        | دوري أمم الكونكاكاف 2022-23 |
| 6  | 10 يونيو 2022 | ملعب كيو2، أوستن، الولايات المتحدة           | غرينادا          | 3–0   | 5–0        | دوري أمم الكونكاكاف 2022-23 |
| 7  | 10 يونيو 2022 | ملعب كيو2، أوستن، الولايات المتحدة           | غرينادا          | 5–0   | 5–0        | دوري أمم الكونكاكاف 2022-23 |
| 8  | 19 أبريل 2023 | ملعب ستيت فارم، غلانديل، الولايات المتحدة    | المكسيك          | 1–1   | 1–1        | ودية                        |
| 9  | 28 يونيو 2023 | سيتي بارك، سانت لويس، الولايات المتحدة       | سانت كيتس ونيفيس | 3–0   | 6–0        | كأس الكونكاكاف الذهبية 2023 |
| 10 | 28 يونيو 2023 | سيتي بارك، سانت لويس، الولايات المتحدة       | سانت كيتس ونيفيس | 4–0   | 6–0        | كأس الكونكاكاف الذهبية 2023 |
| 11 | 28 يونيو 2023 | سيتي بارك، سانت لويس، الولايات المتحدة       | سانت كيتس ونيفيس | 5–0   | 6–0        | كأس الكونكاكاف الذهبية 2023 |
| 12 | 2 يوليو 2023  | ملعب بنك أمريكا، شارلوت، الولايات المتحدة    | ترينيداد وتوباغو | 1–0   | 6–0        | كأس الكونكاكاف الذهبية 2023 |
| 13 | 2 يوليو 2023  | ملعب بنك أمريكا، شارلوت، الولايات المتحدة    | ترينيداد وتوباغو | 2–0   | 6–0        | كأس الكونكاكاف الذهبية 2023 |
| 14 | 2 يوليو 2023  | ملعب بنك أمريكا، شارلوت، الولايات المتحدة    | ترينيداد وتوباغو | 3–0   | 6–0        | كأس الكونكاكاف الذهبية 2023 |
| 15 | 12 يوليو 2023 | ملعب سنابدراغون، سان دييغو، الولايات المتحدة | بنما             | 1–1   | 1–1 (4–5ض) | كأس الكونكاكاف الذهبية 2023 |

## وصلات خارجية
- جيسوس فيريرا على موقع الدوري الأمريكي (الإنجليزية)
- جيسوس فيريرا على موقع قاعدة بيانات كرة القدم.إي يو (الإنجليزية)
- جيسوس فيريرا على موقع ناشيونال فوتبول تيمز (الإنجليزية)
- جيسوس فيريرا على موقع Soccerbase.com (لاعب) (الإنجليزية)
- جيسوس فيريرا على موقع Soccerway.com (الإنجليزية)
- جيسوس فيريرا على موقع عالم كرة القدم.نت (الإنجليزية)